# Phyllosticta spinarum
Phyllosticta spinarum är en svampart som först beskrevs av Died., och fick sitt nu gällande namn av Nag Raj & M. Morelet 1978. Phyllosticta spinarum ingår i släktet Phyllosticta och familjen Botryosphaeriaceae.   Inga underarter finns listade i Catalogue of Life.